# Pals First
Pals First è un film muto del 1918 diretto da Edwin Carewe. La sceneggiatura si basa sull'omonimo lavoro teatrale di Lee Wilson Dodd andato in scena con buon successo a Broadway il 26 febbraio 1917 e sul romanzo dallo stesso titolo di Francis Perry Elliott pubblicato a New York nel 1915.
Fu l'ultimo film interpretato da James Lackaye. L'attore muore l'anno seguente, nel 1919, di polmonite. Nello stesso anno, morirà anche il protagonista, Harold Lockwood, colpito dall'influenza spagnola.
Il regista Carewe rifece nel 1926 il film che ebbe un ulteriore remake nel 1931.

## Trama
Danny Rowland, un vagabondo, e il suo compagno Dominie, un ex ecclesiastico, arrancano stancamente davanti alla dimora Winnicrest nel Tennessee, quando zio Alex, un vecchio servitore si precipita da Danny e lo accoglie a casa come se questi fossi Richard Castleman, il suo padrone. Divertito, Danny assume il ruolo, dopodiché lui e Dominie sono vestiti, nutriti e generalmente trattati come dei re. La bella Jean Logan, che aveva creduto con il resto del quartiere che Richard si fosse perso in mare, saluta il suo innamorato di ritorno con un abbraccio appassionato e presto Danny si innamora di lei. Il dottor Harry Chilton, cugino di Richard e suo rivale in amore, sostiene che Danny è un impostore, ma quest'ultimo lo batte in una lotta buttandolo poi fuori dalla proprietà. Quando Danny annuncia la sua intenzione di sposare Jean, tuttavia, Dominie, scioccato, rivela tutto. Costretto a confessare allo sceriffo, "Danny" rivela che in realtà lui è veramente Richard che, tempo prima era stato derubato dei suoi vestiti e dei suoi soldi da un imbroglione di nome Danny Rowland, morto durante un viaggio in Australia. Ristabilita la verità con sollievo di tutti - tranne che del medico geloso - i progetti di nozze vanno avanti.

## Produzione
Il film fu prodotto dalla Yorke Film Corporation.

## Distribuzione
Il copyright del film, richiesto dalla Metro Pictures Corp., fu registrato il 24 settembre 1918 con il numero LP12935.
Distribuito dalla Metro Pictures Corporation e dalla Screen Classics Inc., il film uscì nelle sale cinematografiche statunitensi nell'ottobre 1918.
Non si conoscono copie ancora esistenti della pellicola che viene considerata presumibilmente perduta.

## Differenti versioni
- Pals First, regia di Edwin Carewe (1918)
- Pals First, regia di Edwin Carewe (1926)
- The Prodigal, regia di Harry A. Pollard (1931)